# Doug Livingstone
Doug Livingstone (25 de febrer de 1898 - 15 de gener de 1981) fou un futbolista i entrenador de futbol escocès.

## Selecció de Bèlgica
Fou jugador a clubs com Celtic FC, Dumbarton, Everton FC, Plymouth Argyle, Aberdeen FC i Tranmere Rovers.
Va formar part de l'equip belga a la Copa del Món de 1954 com a entrenador.